# 올덴부르크 자유주
올덴부르크 자유주(독일어: Freistaat Oldenburg 프리스탓 올덴부르크[*])는 바이마르 공화국과 나치 독일 시기 동안 존재했던 연방주이다. 그것은 독일 혁명 이후 프리드리히 아우구스투스 2세의 퇴위 이후 1918년에 세워졌고 제2차 세계 대전 이후 동맹국들에 의해 폐지되었다.

## 올덴부르크의 통치자

### 장관과 대통령
- 1918–1919 Bernhard Kuhnt (USPD)
- 1919–1923 Theodor Tantzen (DDP)
- 1923–1930 Eugen von Finckh (non-partisan)
- 1930–1932 Friedrich Cassebohm (non-partisan)
- 1932–1933 Carl Röver (NSDAP)
- 1933–1945 Georg Joel (NSDAP)
- 1945–1946 Theodor Tantzen (FDP)

### 제국 총독
- 1933–1942 Carl Röver (NSDAP)
- 1942–1945 Georg Joel (NSDAP)

## 같이 보기
- 올덴부르크 공국
- 올덴부르크주
- 바이마르 공화국의 올덴부르크주 의회 선거
- 올덴부르크의 통치자